# نژاد برتر

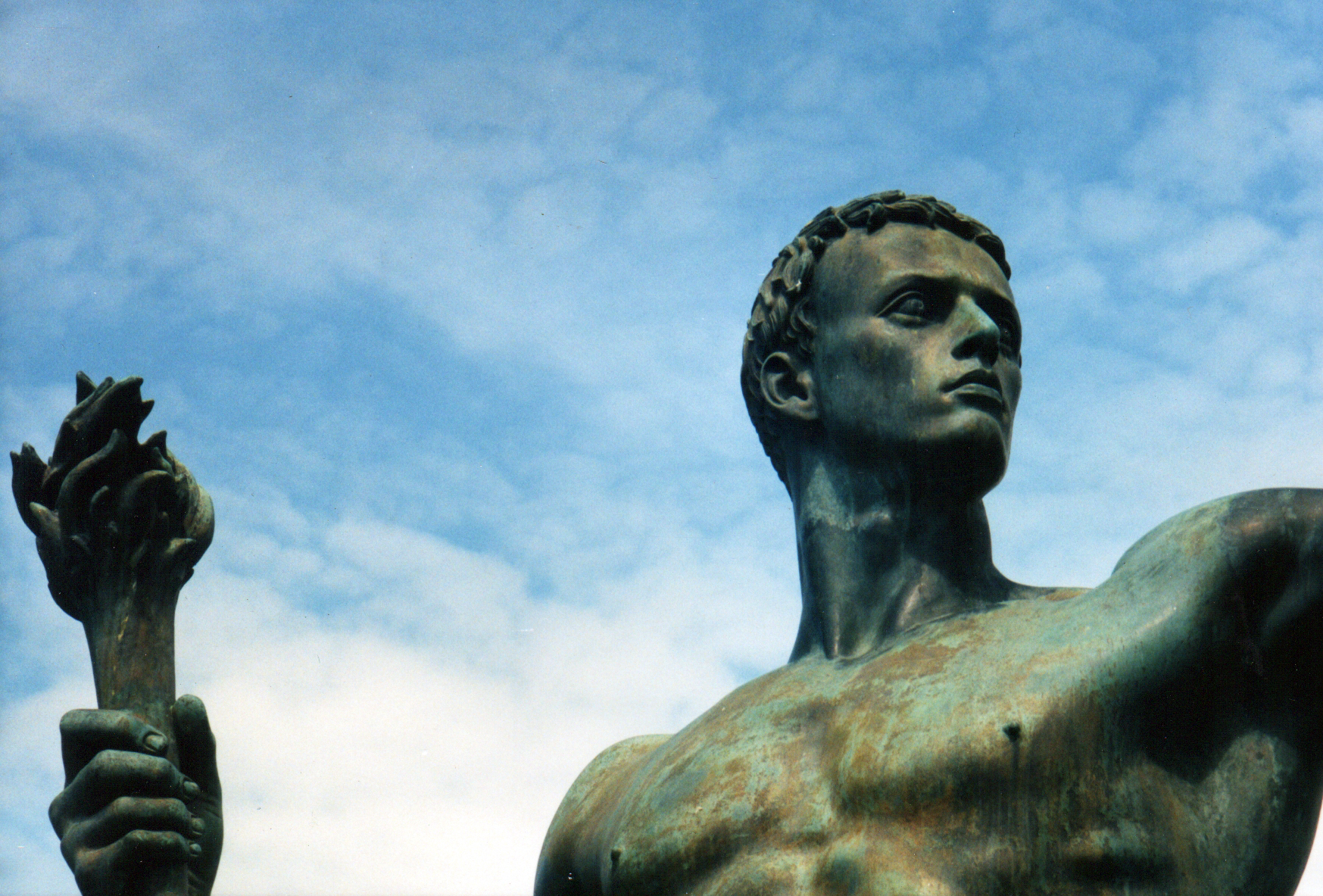
دی پارتای (حزب) تندیس نئوکلاسیک آرنو برکر در ۱۹۳۹، که در جلوی ورودی صدارت عظمای رایش سوم طراحی شده توسط آلبرت اشپر قرار داشت، در برگیرنده ایده‌آلهای نژاد برتر آریایی رایش سوم بود، و دی پارتای تجسم فیزیکی روح حزب ملی سوسیالیست کارگران آلمان بود. نازیها که معتقد به اصلاح نژاد بودند سعی کردند یک نژاد برتر آریایی نوردیک یا ابر نژاد بیافرینند.

نژاد برتر (Herrenvolk (آلمانی: die Herrenrasse, )) مفهومی در ایدئولوژی ناسیونال سوسیالیسم بود که در آن نژاد نوردیک، شاخه‌ای از آنچه در آرایه‌شناسی اوایل قرن نوزدهم و اوایل قرن بیستم نژاد آریایی خوانده می‌شد، نماینده نژادی ناب و ایده‌آل بود. در ایدئولوژی ناسیونال سوسیالیستی نژاد «نوردیک» نابترین نمونه ذخیره نژادی اصیل آن‌هاییست که آریایی نیا خوانده می‌شدند، ناسیونال سوسیالیست‌ها معتقد بودند آنان در پیش از تاریخ در فلات شمال آلمان می‌زیسته‌اند و در اصل از قاره گمشده آتلانتیس نشأت گرفته‌اند. ناسیونال سوسیالیست‌ها اعلام کردند نوردیک‌ها (که امروزه به آن‌ها مردم آلمانی گفته می‌شود) آریاییان حقیقی بوده‌اند (گواهی آریایی را مقایسه کنید) زیرا نسبت به دیگر مردمی که آریایی خوانده می‌شدند (امروزه مردم هندواروپایی) از نظر نژادی با مردم هندواروپایی «غیر بومی» نظیر مردم اسلاو، مردم رومانس، و مردم هندوآریایی کمتر اختلاط پیدا کرده بودند. آنان بر این اعتقاد که مردم نوردیک از همه دیگر نژادها برتر بودند، باور داشتند استیلا بر جهان به آن‌ها اعطا شده‌است. به این مفهوم نوریدیسیسم گفته می‌شود.
ناسیونال سوسیالیست‌ها می‌گفتند بسیاری از اسلاوها دارای خصایص نوردیک نظیر موی روشن، و چشم با رنگ روشن هستند و از این رو از نظر نژادی برای این که بخشی از نژاد برتر باشند مناسبند. آنان در تطابق با این بعضی روس‌ها، لهستانی‌ها، چک‌ها، و بلاروسی‌ها را به اندازه کافی برای آلمانی سازی مناسب می‌دانستند تا آریایی شمرده شوند. به هر حال برخی معتقد بودند لهستانی‌ها بیش از حد میهن‌پرست بوده و آلمانی سازی را رد خواهند کرد که منجر به گنرالپلان اوست و طرح اخراج بیشتر اسلاوها از قاره اروپا شد. نهایتاً آنان تصمیم گرفتند لهستانی‌ها را در کنار کولی‌ها و یهودها که اونترمنش و برای مردم برتر آلمانی خطرناک دانسته می‌شدند از بین ببرند.